# 悦目刺足蛛
悦目刺足蛛（学名：Phrurolithus festivus）为光盔蛛科刺足蛛属的动物。分布于欧洲以及中国大陆的辽宁等地。该物种的模式产地在欧洲。